# Kylie Jenner
Kylie Kristen Jenner, född 10 augusti 1997 i Los Angeles, Kalifornien, är en amerikansk realitystjärna, entreprenör och modell.
Hon är dotter till Kris Jenner och Caitlyn Jenner (tidigare Bruce Jenner). Hon är yngre syster till Kendall Jenner. Hon har även halvsyskonen Kourtney, Kim, Khloé, Rob, Burton (Burt), Brandon och Brody.
2015 skapade Kylie Jenner sitt eget makeup-företag "Kylie  Cosmetics". Hon har medverkat i realityserien Familjen Kardashian och fick 2017 även en egen spinoff-serie kallad  Life of Kylie som sändes i en säsong.